# Renato Huerta
Renato Huerta Vallejos (La Florida, Chile, 17 de febrero de 2004) es un futbolista chileno. Juega como extremo en Unión Española de la Primera División de Chile.

## Trayectoria
Formado en Universidad de Chile donde llegó a los 10 años de edad, pasó a entrenar con el primer equipo bajo el mando de Diego López durante la temporada 2022.
Debutó extraoficialmente en un partido amistoso de verano ante Coquimbo Unido el 4 de enero de 2023, bajo el mando de Mauricio Pellegrino. Días después, también destacó en un partido amistoso ante Rosario Central. Tras su buena pretemporada, el 13 de enero de 2023 se anunció la firma de su primer contrato como jugador profesional con el conjunto laico.
Debutó oficialmente por el conjunto azul el 23 de enero de 2023, en la primera fecha del campeonato de Primera División 2023, en la derrota ante Huachipato por 1:3.

## Estadísticas

### Clubes
| Club                         | Div              | Temporada        | Liga  | Liga  | Liga   | Copas nacionales | Copas nacionales | Copas nacionales | Torneos internacionales | Torneos internacionales | Torneos internacionales | Total | Total | Total  |
| Club                         | Div              | Temporada        | Part. | Goles | Asist. | Part.            | Goles            | Asist.           | Part.                   | Goles                   | Asist.                  | Part. | Goles | Asist. |
| ---------------------------- | ---------------- | ---------------- | ----- | ----- | ------ | ---------------- | ---------------- | ---------------- | ----------------------- | ----------------------- | ----------------------- | ----- | ----- | ------ |
| Universidad de Chile · Chile | 1.ª              | 2023             | 13    | 0     | 1      | 1                | 1                | 0                | —                       | —                       | —                       | 14    | 1     | 1      |
| Unión La Calera · Chile      | 1.ª              | 2024             | 26    | 2     | 0      | 1                | 0                | 0                | 5                       | 0                       | 0                       | 32    | 2     | 0      |
| Unión La Calera · Chile      | Total club       | Total club       | 26    | 2     | 0      | 1                | 0                | 0                | 5                       | 0                       | 0                       | 32    | 2     | 0      |
| Universidad de Chile · Chile | 1.ª              | 2025             | 0     | 0     | 0      | 1                | 0                | 0                | —                       | —                       | —                       | 1     | 0     | 0      |
| Universidad de Chile · Chile | Total club       | Total club       | 13    | 0     | 1      | 2                | 1                | 0                | 0                       | 0                       | 0                       | 15    | 1     | 1      |
| Total en carrera             | Total en carrera | Total en carrera | 39    | 2     | 1      | 3                | 1                | 0                | 5                       | 0                       | 0                       | 47    | 3     | 1      |
| 1. 2.                        |                  |                  |       |       |        |                  |                  |                  |                         |                         |                         |       |       |        |